# Lucas Black
Lucas York Black (født 29. november 1982) er en amerikansk film- og tv-skuespiller. Han er måske mest kendt for sine roller i filmene Sling Blade, Friday Night Lights og The Fast and the Furious: Tokyo Drift.
Black blev født i Alabama til Jan og Larry Black; han har 2 ældre søskende, Lee (En bror) og Lori (en søster). Black voksede op i Alabama og spillede for The Speake Bobcats, samtidig bestod han fra high school i maj 2001.
Siden 2003 har han levet i Columbia, Missouri efter at have optaget en film omkring 30 minutter væk fra Fayette.

## Filmografi
- Fast & Furious 9 (2021) .... Sean Boswell
- Fast 8 (2017) .... Sean Boswell
- Fast & Furious 7 (2015) .... Sean Boswell
- 42 (2013) .... Pee Wee Reese
- Promised Land (2012) .... Paul Geary
- Seven Days in Utopia (2011) .... Luke Chisholm
- Tough Trade (2010) .... – (TV-film)
- Legion (2010) .... Jeep Hanson
- Get Low (2009) .... Buddy
- The Fast and the Furious: Tokyo Drift (2006) .... Sean Boswell
- Jarhead (2005) .... Chris Kruger
- Deepwater (2005) .... Nat Banyon
- Friday Night Lights (2004) .... Mike Winchell
- Killer Diller (2004) .... Vernon
- Cold Mountain (2003) .... Oakley
- All the Pretty Horses (2000) .... Jimmy Blevins
- The Miracle Worker (2000) .... James Keller (TV-film)
- Crazy in Alabama (1999) .... Peter Joseph 'Peejoe' Bullis
- Our Friend, Martin (1999) .... Randy (stemme)
- The X-Files (1998) .... Stevie
- Flash (1997) .... Connor Strong
- Chicago Hope (1997) .... Dr. Noah Fielding (1 episode) – (TV-serie)
- Ghosts of Mississippi (1996) .... Burt DeLaughter
- Sling Blade (1996) .... Frank Wheatley
- American Gothic (1995–96) .... Caleb Temple (22 episoder) – (TV-serie)
- The War (1994) .... Ebb